# Lista odcinków serialu Supergirl
Poniżej znajduje się lista odcinków serialu telewizyjnego Supergirl – emitowanego przez amerykańską stację telewizyjną CBS od 26 października 2015 roku do 18 kwietnia 2016 roku. Od drugiego sezonu serial jest produkowany i emitowany przez The CW. W Polsce serial nie był wyświetlany, jednak jest dostępny na platformie Netflix.

## Przegląd sezonów
| Sezon | Sezon | Odcinki | Oryginalna emisja CBS (seria 1)/ The CW (serie 2-6) | Oryginalna emisja CBS (seria 1)/ The CW (serie 2-6) | Oryginalna emisja Netflix Polska | Oryginalna emisja Netflix Polska | Oryginalna emisja Netflix Polska |
| Sezon | Sezon | Odcinki | Premiera                                            | Finał                                               | Premiera                         | Finał                            |                                  |
| ----- | ----- | ------- | --------------------------------------------------- | --------------------------------------------------- | -------------------------------- | -------------------------------- | -------------------------------- |
|       | 1     | 20      | 26 października 2015                                | 18 kwietnia 2016                                    | 12 czerwca 2017                  | 12 czerwca 2017                  |                                  |
|       | 2     | 22      | 10 października 2016                                | 22 maja 2017                                        | 12 czerwca 2017                  | 12 czerwca 2017                  |                                  |
|       | 3     | 23      | 9 października 2017                                 | 18 czerwca 2018                                     | 23 października 2017             | 2 lipca 2018                     |                                  |
|       | 4     | 22      | 14 października 2018                                | 19 maja 2019                                        | 28 października 2018             | 2 czerwca 2019                   |                                  |
|       | 5     | 19      | 6 października 2019                                 | 17 maja 2020                                        | 20 października 2019             | 31 maja 2020                     |                                  |
|       | 6     | 20      | 30 marca 2021                                       | 9 listopada 2021                                    | 13 kwietnia 2021                 | 23 listopada 2021                |                                  |

## Sezon 1 (2015–2016)
| Nr                                             | #  | Tytuł                                | Polski tytuł                           | Reżyseria           | Scenariusz                                        | Premiera (CBS)       | Premiera w Polsce (Netflix Polska) |
| ---------------------------------------------- | -- | ------------------------------------ | -------------------------------------- | ------------------- | ------------------------------------------------- | -------------------- | ---------------------------------- |
| 1                                              | 1  | Pilot                                | Pilot                                  | Glen Winter         | Greg Berlanti, Andrew Kreisberg, Ali Adler        | 26 października 2015 | 12 czerwca 2017                    |
| 2                                              | 2  | Stronger Together                    | Razem silniejsi                        | Glen Winter         | Greg Berlanti, Andrew Kreisberg, Ali Adler        | 2 listopada 2015     | 12 czerwca 2017                    |
| 3                                              | 3  | Fight or Flight                      | Walcz albo uciekaj                     | Dermott Downs       | Michael Grassi, Rachel Shukert                    | 9 listopada 2015     | 12 czerwca 2017                    |
| 4                                              | 4  | How Does She Do It?                  | Jak ona to robi?                       | Thor Freudenthal    | Yahlin Chang, Ted Sullivan                        | 23 listopada 2015    | 12 czerwca 2017                    |
| 5                                              | 5  | Livewire                             | Livewire                               | Kevin Tancharoen    | Roberto Aguirre-Sacasa, Caitlin Parrish           | 16 listopada 2015    | 12 czerwca 2017                    |
| 6                                              | 6  | Red Faced                            | Cały czerwony                          | Jesse Warn          | Michael Grassi, Rachel Shukert                    | 30 listopada 2015    | 12 czerwca 2017                    |
| 7                                              | 7  | Human for a Day                      | Jak zwykły człowiek                    | Larry Teng          | Yahlin Chang, Ted Sullivan                        | 7 grudnia 2015       | 12 czerwca 2017                    |
| 8                                              | 8  | Hostile Takeover                     | Wrogie przejęcie                       | Karen Gaviola       | Roberto Aguirre-Sacasa, Caitlin Parrish           | 14 grudnia 2015      | 12 czerwca 2017                    |
| 9                                              | 9  | Blood Bonds                          | Więzy krwi                             | Steve Shill         | Ted Sullivan, Derek Simon                         | 4 stycznia 2016      | 12 czerwca 2017                    |
| 10                                             | 10 | Childish Things                      | Dziecinada                             | Jamie Babbit        | Yahlin Chang, Anna Musky-Goldwyn, James DeWille   | 18 stycznia 2016     | 12 czerwca 2017                    |
| 11                                             | 11 | Strange Visitor from Another Planet  | Dziwny przybysz z innej planety        | Glen Winter         | Michael Grassi, Caitlin Parrish                   | 25 stycznia 2016     | 12 czerwca 2017                    |
| 12                                             | 12 | Bizarro                              | Bizarro                                | John Showalter      | Roberto Aguirre-Sacasa, Rachel Shukert            | 1 lutego 2016        | 12 czerwca 2017                    |
| 13                                             | 13 | For The Girl Who Has Everything      | Dla dziewczyny, która ma wszystko      | Dermott Downs       | Andrew Kreisberg, Ted Sullivan, Derek Simon       | 8 lutego 2016        | 12 czerwca 2017                    |
| 14                                             | 14 | Truth, Justice, and the American Way | Prawda i sprawiedliwość po amerykańsku | Lexi Alexander      | Michael Grassi, Yahlin Chang, Caitlin Parrish     | 22 lutego 2016       | 12 czerwca 2017                    |
| 15                                             | 15 | Solitude                             | Samotność                              | Dermott Downs       | Rachel Shukert, Anna Musky-Goldwyn, James DeWille | 29 lutego 2016       | 12 czerwca 2017                    |
| 16                                             | 16 | Falling                              | Upadek                                 | Larry Teng          | Robert Rovner, Jessica Queller                    | 14 marca 2016        | 12 czerwca 2017                    |
| 17                                             | 17 | Manhunter                            | Łowca ludzi                            | Chris Fisher        | Derek Simon, Cindy Lichtman, Rachel Shukert       | 21 marca 2016        | 12 czerwca 2017                    |
| 18                                             | 18 | Worlds Finest                        | Propozycja pomocy                      | Nick Gomez          | Greg Berlanti, Andrew Kreisberg, Michael Grassi   | 28 marca 2016        | 12 czerwca 2017                    |
| Ten odcinek jest crossoverem z serialem Flash. |    |                                      |                                        |                     |                                                   |                      |                                    |
| 19                                             | 19 | Myriad                               | Miriada                                | Adam Kane           | Yahlin Chang, Caitlin Parrish                     | 11 kwietnia 2016     | 12 czerwca 2017                    |
| 20                                             | 20 | Collateral Damage                    | Lepsze anioły                          | James Whitmore, Jr. | Cathryn Humphris                                  | 18 kwietnia 2016     | 12 czerwca 2017                    |

## Sezon 2 (2016-2017)
| Nr | #  | Tytuł                        | Polski tytuł                | Reżyseria           | Scenariusz                                                        | Premiera (The CW)    | Premiera w Polsce (Netflix Polska) |
| --- | -- | ---------------------------- | --------------------------- | ------------------- | ----------------------------------------------------------------- | -------------------- | ---------------------------------- |
| 21 | 1  | The Adventures of Supergirl  | Przygody Supergirl          | Glen Winter         | Greg Berlanti, Andrew Kreisberg, Jessica Queller                  | 10 października 2016 | 12 czerwca 2017                    |
| 22 | 2  | The Last Children of Krypton | Ostatnie dzieci z Kryptona  | Glen Winter         | Robert Rovner, Caitlin Parrish                                    | 17 października 2016 | 12 czerwca 2017                    |
| 23 | 3  | Welcome to Earth             | Witamy na Ziemi             | Rachel Talalay      | Jessica Queller, Derek Simon                                      | 24 października 2016 | 12 czerwca 2017                    |
| 24 | 4  | Survivors                    | Ocaleni                     | James Marshall      | Paula Yoo, Eric Carrasco                                          | 31 października 2016 | 12 czerwca 2017                    |
| 25 | 5  | Crossfire                    | W wirze walki               | Glen Winter         | Gabriel Llanas, Anna Musky-Goldwyn                                | 7 listopada 2016     | 12 czerwca 2017                    |
| 26 | 6  | Changing                     | Przemiana                   | Larry Teng          | Andrew Kreisberg, Caitlin Parris, Greg Beranti                    | 14 listopada 2016    | 12 czerwca 2017                    |
| 27 | 7  | The Darkest Place            | Przerażające miejsce        | Glen Winter         | Robert Rovner, Paula Yoo                                          | 21 listopada 2016    | 12 czerwca 2017                    |
| 28 | 8  | Medusa                       | Meduza                      | Stefan Pleszczynski | Jessica Queller, Derek Simon                                      | 28 listopada 2016    | 12 czerwca 2017                    |
| Odcinek rozpoczyna motyw przewodni trzyczęściowego crossoveru pomiędzy serialami Flash (odcinek 3x08 pt. Inwazja!, część pierwsza), Arrow (odcinek 5x08 pt. Inwazja!, część druga) oraz DC’s Legends of Tomorrow (odcinek 2x07 pt. Inwazja!, część trzecia). |    |                              |                             |                     |                                                                   |                      |                                    |
| 29 | 9  | Supergirl Lives              | Supergirl jest z nami       | Kevin Smith         | Andrew Kreisberg, Eric Carrasco, Jess Kardos                      | 23 stycznia 2017     | 12 czerwca 2017                    |
| 30 | 10 | We Can Be Heroes             | Możemy być bohaterami       | Rebecca Johnson     | Caitlin Parrish, Katie Rose Rogers                                | 30 stycznia 2017     | 12 czerwca 2017                    |
| 31 | 11 | The Martian Chronicles       | Kroniki marsjańskie         | David McWhirter     | Gabriel Llanas, Anna Musky-Goldwyn                                | 6 lutego 2017        | 12 czerwca 2017                    |
| 32 | 12 | Luthors                      | Luthorowie                  | Tawnia McKiernan    | Robert Rovner, Cindy Lichtman                                     | 13 lutego 2017       | 12 czerwca 2017                    |
| 33 | 13 | Mr. & Mrs. Mxyzptlk          | Pani i pani Mxzyptlk        | Stefan Pleszczynski | Jessica Queller, Sterling Gates                                   | 20 lutego 2017       | 12 czerwca 2017                    |
| 34 | 14 | Homecoming                   | Powrót do domu              | Larry Teng          | Caitlin Parrish, Derek Simon                                      | 27 lutego 2017       | 12 czerwca 2017                    |
| 35 | 15 | Exodus                       | Exodus                      | Michael Allowitz    | Paula Yoo, Eric Carrasco                                          | 6 marca 2017         | 12 czerwca 2017                    |
| 36 | 16 | Star-Crossed                 | Spod nieszczęśliwej gwiazdy | John Medlen         | Katie Rose Rogers, Jess Kardos                                    | 20 marca 2017        | 12 czerwca 2017                    |
| Odcinek ten jest pierwszą częścią dwuodcinkowego crossoveru z serialem Flash (odcinek 3x17 pt. Duet). |    |                              |                             |                     |                                                                   |                      |                                    |
| 37 | 17 | Distant Sun                  | Odległe słońce              | Kevin Smith         | Gabriel Llanas, Anna Musky-Goldwyn                                | 27 marca 2017        | 12 czerwca 2017                    |
| 38 | 18 | Ace Reporter                 | Najlepsza reporterka        | Armen V. Kevorkian  | Paula Yoo, Caitlin Parrish                                        | 24 kwietnia 2017     | 12 czerwca 2017                    |
| 39 | 19 | Alex                         | Alex                        | ARob Greenlea       | Eric Carrasco, Greg Baldwin                                       | 1 maja 2017          | 12 czerwca 2017                    |
| 40 | 20 | City of Lost Children        | Miasto zaginionych dzieci   | Ben Bray            | Robert Rovner, Gabriel Llanas, Anna Musky-Goldwyn                 | 8 maja 2017          | 12 czerwca 2017                    |
| 41 | 21 | Resist                       | Opór                        | Millicent Shelton   | Jessica Queller, Derek Simon                                      | 15 maja 2017         | 12 czerwca 2017                    |
| 42 | 22 | Nevertheless, She Persisted  | A jednak wytrwała           | Glen Winter         | Andrew Kreisberg, Jessica Queller, Robert Rovner, Caitlin Parrish | 22 maja 2017         | 12 czerwca 2017                    |

## Sezon 3 (2017-2018)
| Nr | #  | Tytuł                     | Polski tytuł                    | Reżyseria                    | Scenariusz                                                        | Premiera (The CW)    | Premiera w Polsce (Netflix Polska) |
| --- | -- | ------------------------- | ------------------------------- | ---------------------------- | ----------------------------------------------------------------- | -------------------- | ---------------------------------- |
| 43 | 1  | Girl of Steel             | Dziewczyna ze stali             | Jesse Warn                   | Andrew Kreisberg, Robert Rovner, Caitlin Parrish                  | 9 października 2017  | 23 października 2017               |
| 44 | 2  | Triggers                  | Wyzwanie                        | David McWhirter              | Gabriel Llanas, Anna Musky-Goldwyn                                | 16 października 2017 | 30 października 2017               |
| 45 | 3  | Far From the Tree         | Daleko od jabłoni               | Dermott Downs                | Jessica Queller, Derek Simon                                      | 23 października 2017 | 6 listopada 2017                   |
| 46 | 4  | The Faithful              | Wiara                           | Jesse Warn                   | Paula Yoo, Katie Rose Rogers                                      | 30 października 2017 | 13 listopada 2017                  |
| 47 | 5  | Damage                    | Szkody                          | Kevin Smith                  | Eric Carrasco, Cindy Lichtman                                     | 6 listopada 2017     | 20 listopada 2017                  |
| 48 | 6  | Midvale                   | Midvale                         | Rob Greenlea                 | Caitlin Parrish, Jess Kardos                                      | 13 listopada 2017    | 27 listopada 2017                  |
| 49 | 7  | Wake Up                   | Przebudzenie                    | Chad Lowe                    | Gabriel Llanas, Anna Musky-Goldwyn                                | 20 listopada 2017    | 4 grudnia 2017                     |
| 50 | 8  | Crisis on Earth-X, Part 1 | Kryzys na Ziemi-X, część 1      | Larry Teng                   | Andrew Kreisberg, Marc Guggenheim, Robert Rovner, Jessica Queller | 27 listopada 2017    | 11 grudnia 2017                    |
| Super-przyjaciele spotykają się wszyscy razem na ślubie Barry’ego i Iris. Jednak ceremonia zostaje zakłócona przez złoczyńców z Ziemi-X, którzy osiedlają się na ich Ziemi. Flash, Green Arrow, White Canary oraz Supergirl prowadzą swoje drużyny podczas walki o ocalenie świata. Goście specjalni: Grant Gustin jako Barry Allen/Flash; Stephen Amell jako Oliver Queen/Green Arrow oraz Oliver Queen/Dark Arrow; Victor Garber jako Martin Stain/Firestorm; Caity Lotz jako Sara Lance/White Canary; Candice Patton jako Iris West; Danielle Panabaker jako Caitlin Snow/Killer Frost; Carlos Valdes jako Cisco Ramon; Franz Drameh jako Jefferson Jackson/Firestorm; Keiynan Lonsdale jako Wally West; Tom Cavanagh jako Harry Wells oraz Eobard Thawne/Reverse Flash; Dominic Purcell jako Mick Rory/Heat Wave; Jesse L. Martin jako Joe West; Emily Bett Rickards jako Felicity Smoak; Jessica Parker Kennedy jako kelnerka Gościnnie: Danielle Nicolet jako Cecille Horton; Patrick Sabongui jako David Singh; Christina Brucato jako Lily Stein; Isabella Hofmann jako Clarissa Stein; William Katt jako ksiądz Nieobecni: Katie McGrath; Odette Annable Odcinek jest pierwszą częścią czteroodcinkowego crossoveru pomiędzy serialami Arrow (odcinek 6x08, część druga), Flash (odcinek 4x08, część trzecia) oraz DC’s Legends of Tomorrow (odcinek 3x08, część czwarta). |    |                           |                                 |                              |                                                                   |                      |                                    |
| 51 | 9  | Reign                     | Panowanie Reign                 | Glen Winter                  | Paula Yoo, Caitlin Parrish                                        | 4 grudnia 2017       | 18 grudnia 2017                    |
| 52 | 10 | Legion of Superheroes     | Legion superbohaterów           | Jesse Warn                   | Derek Simon, Eric Carrasco                                        | 15 stycznia 2018     | 29 stycznia 2018                   |
| 53 | 11 | Fort Rozz                 | Fort Rozz                       | Gregory Smith                | Gabriel Llanas, Anna Musky-Goldwyn                                | 22 stycznia 2018     | 5 lutego 2018                      |
| 54 | 12 | For Good                  | Na dobre                        | Tawnia McKiernan             | Robert Rovner, Cindy Lichtman, Alix Sternberg                     | 29 stycznia 2018     | 13 lutego 2018                     |
| 55 | 13 | Both Sides Now            | Po każdej ze stron              | Jesse Warn                   | Jessica Queller, Paula Yoo                                        | 5 lutego 2018        | 19 lutego 2018                     |
| 56 | 14 | Schott Through the Heart  | Płomienne pożegnanie            | Glen Winter                  | Caitlin Parrish, Derek Simon                                      | 16 kwietnia 2018     | 30 kwietnia 2018                   |
| 57 | 15 | In Search of Lost Time    | W poszukiwaniu straconego czasu | Andi Armaganian              | Eric Carrasco, Katie Rose Rogers, Nicki Holcomb                   | 23 kwietnia 2018     | 7 maja 2018                        |
| 58 | 16 | Of Two Minds              | Dwa umysły                      | Alexandra La Roche           | Gabriel Llanas, Anna Musky-Goldwyn                                | 30 kwietnia 2018     | 14 maja 2018                       |
| 59 | 17 | Trinity                   | Trójca                          | Caitlin Parrish, Erica Weiss | Jessica Queller, Caitlin Parrish, Derek Simon                     | 7 maja 2018          | 21 maja 2018                       |
| 60 | 18 | Shelter from the Storm    | Schronienie przed burzą         | Antonio Negret               | Robert Rovner, Lindsay Gelfand, Allison Weintraub                 | 14 maja 2018         | 28 maja 2018                       |
| 61 | 19 | The Fanatical             | Fanatycy                        | Mairzee Almas                | Paula Yoo, Eric Carrasco                                          | 21 maja 2018         | 4 czerwca 2018                     |
| 62 | 20 | Dark Side of the Moon     | Ciemna strona Księżyca          | Hanelle Culpepper            | Derek Simon, Katie Rose Rogers                                    | 28 maja 2018         | 11 czerwca 2018                    |
| 63 | 21 | Not Kansas                | Nie jesteśmy już w Kansas       | Dermott Downs                | Gabriel Llanas, Anna Musky-Goldwyn                                | 4 czerwca 2018       | 18 czerwca 2018                    |
| 64 | 22 | Make it Reign             | Powrót na Ziemię                | Armen V. Kevorkian           | Ray Utarnachitt, Cindy Lichtman                                   | 11 czerwca 2018      | 25 czerwca 2018                    |
| 65 | 23 | Battles Lost and Won      | Przegrane i wygrane bitwy       | Jesse Warn                   | Robert Rovner, Jessica Queller                                    | 18 czerwca 2018      | 2 lipca 2018                       |

## Sezon 4 (2018-2019)
| Nr | #  | Tytuł                                                       | Polski tytuł                                                    | Reżyseria           | Scenariusz                                                      | Premiera (The CW)    | Premiera w Polsce (Netflix Polska) |
| --- | -- | ----------------------------------------------------------- | --------------------------------------------------------------- | ------------------- | --------------------------------------------------------------- | -------------------- | ---------------------------------- |
| 66 | 1  | American Alien                                              | Obcy w Ameryce                                                  | Jesse Warn          | Robert Rovner, Jessica Queller, Gabriel Llanas, Aadrita Mukerji | 14 października 2018 | 28 października 2018               |
| 67 | 2  | Fallout                                                     | Konsekwencje                                                    | Harry Jierjian      | Dana Horgan, Maria Maggenti, Daniel Beaty                       | 21 października 2018 | 4 listopada 2018                   |
| 68 | 3  | Man of Steel                                                | Człowiek ze stali                                               | Jesse Warn          | Rob Wright, Derek Simon                                         | 28 października 2018 | 11 listopada 2018                  |
| 69 | 4  | Ahimsa                                                      | Ahimsa                                                          | Armen V. Kevorkian  | Eric Carrasco, Katie Rose Rogers, Jess Kardos                   | 4 listopada 2018     | 18 listopada 2018                  |
| 70 | 5  | Parasite Lost                                               | Pasożyt                                                         | David McWhirter     | Maria Maggenti, Aadrita Mukerji                                 | 11 listopada 2018    | 25 listopada 2018                  |
| 71 | 6  | Call to Action                                              | Ważny telefon                                                   | Antonio Negret      | Gabriel Llanas, Daniel Beaty                                    | 18 listopada 2018    | 2 grudnia 2018                     |
| 72 | 7  | Rather the Fallen Angel                                     | Jestem raczej upadłym aniołem                                   | Chad Lowe           | Dana Horgan, Katie Rose Rogers                                  | 25 listopada 2018    | 9 grudnia 2018                     |
| 73 | 8  | Bunker Hill                                                 | Bunker Hill                                                     | Kevin Smith         | Rob Wright, Eric Carrasco                                       | 2 grudnia 2018       | 16 grudnia 2018                    |
| 74 | 9  | Elseworlds, Part 3                                          | Elseworlds: Trzecia godzina                                     | Jesse Warn          | Marc Guggenheim, Derek Simon, Robert Rovner                     | 11 grudnia 2018      | 26 grudnia 2018                    |
| Supergirl, Flash i Green Arrow stają do walki o ich życia. Goście specjalni: Grant Gustin jako Barry Allen/Flash; Stephen Amell jako Oliver Queen/Green Arrow; Carlos Valdes jako Cisco Ramon; Tyler Hoechlin jako Clark Kent/Superman oraz John Deegan; Danielle Panabaker jako Killer Frost; Elizabeth Tulloch jako Lois Lane; David Ramsey jako John Diggle; Ruby Rose jako Batwoman Gościnnie: Jeremy Davies jako John Deegan; LaMonica Garrett jako Mar Novu/The Monitor; Cassandra Jean Amell jako Nora Fries; Adam Tsekhman jako Gary Green; Bob Frazer jako Roger Hayden/Psycho Pirate Nieobecni: Katie McGrath; Sam Witwer; Nicole Maines; April Parker Jones Odcinek jest trzecią częścią trzyodcinkowego crossoveru pomiędzy serialami Flash (odcinek 5x09, część pierwsza) oraz Arrow (odcinek 7x09, część druga). |    |                                                             |                                                                 |                     |                                                                 |                      |                                    |
| 75 | 10 | Suspicious Minds                                            | Podejrzenia                                                     | Rachel Talalay      | Maria Maggenti, Gabriel Llanas                                  | 20 stycznia 2019     | 3 lutego 2019                      |
| 76 | 11 | Blood Memory                                                | Więzy krwi                                                      | Shannon Kohli       | Jessica Queller, Dana Horgan                                    | 27 stycznia 2019     | 10 lutego 2019                     |
| 77 | 12 | Menagerie                                                   | Menażeria                                                       | Stefan Pleszczynski | Robert Rovner, Daniel Beaty, Greg Baldwin                       | 17 lutego 2019       | 3 marca 2019                       |
| 78 | 13 | What’s So Funny About Truth, Justice, and the American Way? | Co jest śmiesznego w prawdzie i sprawiedliwości po amerykańsku? | Alexis Ostrander    | Eric Carrasco, Aadrita Mukerji                                  | 3 marca 2019         | 17 marca 2019                      |
| 79 | 14 | Stand and Deliver                                           | Wspólna sprawa                                                  | Andi Armaganian     | Rob Wright, Jess Kardo                                          | 10 marca 2019        | 24 marca 2019                      |
| 80 | 15 | O Brother, Where Art Thou?                                  | Bracie, gdzie jesteś?                                           | Tawnia Mckiernan    | Derek Simon, Nicki Holcomb                                      | 17 marca 2019        | 31 marca 2019                      |
| 81 | 16 | The House of L                                              | Ród L                                                           | Carl Seaton         | Dana Horgan, Eric Carrasco                                      | 24 marca 2019        | 7 kwietnia 2019                    |
| 82 | 17 | All About Eve                                               | Wszystko o Eve                                                  | Ben Bray            | Gabriel Llanas, Katie Rose Rogers, Brooke Pohl                  | 31 marca 2019        | 14 kwietnia 2019                   |
| 83 | 18 | Crime and Punishment                                        | Zbrodnia i kara                                                 | Antonio Negret      | Rob Wright, Lindsay Sturman, Aadrita Mukerji                    | 21 kwietnia 2019     | 5 maja 2019                        |
| 84 | 19 | American Dreamer                                            | Prawda o Dreamer                                                | David Harewood      | Dana Horgan, Daniel Beaty, Jess Kardos                          | 28 kwietnia 2019     | 12 maja 2019                       |
| 85 | 20 | Will The Real Miss Tessmacher Please Stand Up?              | Czy jest na sali prawdziwa Eve?                                 | Shannon Kohli       | Derek Simon, Katie Rose Rogers, Natalie Abrams                  | 5 maja 2019          | 19 maja 2019                       |
| 86 | 21 | Red Dawn                                                    | Czerwony świt                                                   | Alexis Ostrander    | Lindsay Sturman, Gabriel Llanas, Eric Carrasco                  | 12 maja 2019         | 26 maja 2019                       |
| 87 | 22 | The Quest for Peace                                         | W poszukiwaniu pokoju                                           | Jesse Warn          | Robert Rovner, Jessica Queller, Rob Wright, Derek Simon         | 19 maja 2019         | 2 czerwca 2019                     |

## Sezon 5 (2019-2020)
| Nr | #  | Tytuł                               | Polski tytuł                                        | Reżyseria              | Scenariusz                                                 | Premiera (The CW)    | Premiera w Polsce (Netflix Polska) |
| --- | -- | ----------------------------------- | --------------------------------------------------- | ---------------------- | ---------------------------------------------------------- | -------------------- | ---------------------------------- |
| 88 | 1  | Event Horizon                       | Horyzont zdarzeń                                    | Jesse Warn             | Derek Simon, Nicki Holcomb                                 | 6 października 2019  | 20 października 2019               |
| 89 | 2  | Stranger Beside Me                  | Obcy przyjaciel                                     | David McWhirter        | Dana Horgan, Katie Rose Rogers                             | 13 października 2019 | 27 października 2019               |
| 90 | 3  | Blurred Lines                       | Nieprzekraczalne granice                            | Eric Dean Seaton       | Lindsay Struman, J. Holtham                                | 20 października 2019 | 3 listopada 2019                   |
| 91 | 4  | In Plain Sight                      | Na widoku                                           | David McWhirter        | Jay Faerber, Jess Kardo                                    | 27 października 2019 | 10 listopada 2019                  |
| 92 | 5  | Dangerous Liaisons                  | Niebezpieczne związki                               | Alysse Leite-Rogers    | Rob Wright, Daniel Beaty                                   | 3 listopada 2019     | 17 listopada 2019                  |
| 93 | 6  | Confidence Women                    | Oszustki                                            | Shannon Kohli-Rogers   | Dana Horgan, Nicki Holcomb                                 | 10 listopada 2019    | 24 listopada 2019                  |
| 94 | 7  | Tremors                             | Dreszcze                                            | Andi Armaganian-Rogers | J. Holtham, Katie Rose Rogers                              | 17 listopada 2019    | 1 grudnia 2019                     |
| 95 | 8  | The Wrath of Rama Khan              | Gniew Ramy Khana                                    | Marcus Stokes          | Lindsay Sturman, Jess Kardos                               | 1 grudnia 2019       | 15 grudnia 2019                    |
| 96 | 9  | Crisis on Infinite Earths: Part One | Kryzys na Nieskończonych Ziemiach: Pierwsza godzina | Jesse Warn             | Robert Rovner, Marc Guggenheim, Derek Simon, Jay Faerber   | 8 grudnia 2019       | 22 grudnia 2019                    |
| Monitor wysyła Harbinger by zebrała najpotężniejszych superbohaterów razem i przygotować ich na nadchodzący kryzys. Kiedy losy Ziemi-38 stają pod znakiem zapytania, Alex i J’onn proszą o pomoc Lenę. Goście specjalni: Grant Gustin jako Barry Allen/Flash; Stephen Amell jako Oliver Queen/Green Arrow; Ruby Rose jako Kate Kane/Batwoman; Caity Lotz jako Sara Lance/White Canary; Tyler Hoechlin jako Clark Kent/Superman; Brandon Routh jako Ray Palmer/Atom; Elizabeth Tulloch jako Lois Lane; Katherine McNamara jako Mia Smoak/Blackstar; Tom Cavanagh jako Pariah Gościnnie: Erica Durance jako Alura Zor-El; Audrey Marie Anderson jako Harbinger; Burt Ward jako Dick Grayson; Robert Wuhl jako Alexander Knox; Wil Wheaton jako protester Nieobecni: Andrea Brooks; Julie Gonzalo; Staz Nair Odcinek jest pierwszą częścią pięcioodcinkowego crossoveru „Crisis on Infinite Earths” pomiędzy serialami Batwoman (odcinek 1x09, część druga), Flash (odcinek 6x09, część trzecia), Arrow (odcinek 8x08, część czwarta) oraz DC’s Legends of Tomorrow (sezon 5 – odcinek specjalny, część piąta). Do wydarzeń zawartych w crossoverze nawiązuje również serial Black Lightning (odcinek 3x09), którego niektórzy bohaterowie występują w crossoverze, pomimo iż serial nie należy do tego samego uniwersum (Arrowverse). |    |                                     |                                                     |                        |                                                            |                      |                                    |
| 97 | 10 | The Bottle Episode                  | Odcinek butelkowy                                   | Tawnia McKiernan       | Derek Simon, Nicki Holcomb, Jen Troy                       | 19 stycznia 2020     | 2 lutego 2020                      |
| Zmiany jakie pozostawił kryzys zmuszają Karę do stawienia czoła nowemu zagrożeniu. |    |                                     |                                                     |                        |                                                            |                      |                                    |
| 98 | 11 | Back From the Future – Part One     | Powrót z przyszłości: część 1                       | David Harewood         | Dana Horgan, Katie Rose Rogers                             | 26 stycznia 2020     | 9 lutego 2020                      |
| Supergirl musi powstrzymać nowego Toymana. Winn powraca do teraźniejszości. Goście specjalni: Jeremy Jordan jako Winn Schott; Jon Cryer jako Lex Luthor Nieobecna: Andrea Brooks |    |                                     |                                                     |                        |                                                            |                      |                                    |
| 99 | 12 | Back From the Future – Part Two     | Powrót z przyszłości: część 2                       | Alexis Ostrander       | Rob Wright, J. Holtham                                     | 16 lutego 2020       | 1 marca 2020                       |
| Kara pomaga Winn’owi zmierzyć się z jego największym lękiem. Po tym jak Alex zamierza znaleźć dowody przeciwko Lexowi, Brainy musi zdecydować czy pomóc przyjaciółce, czy kontynuować swoją sekretną pracę dla Lexa. Goście specjalni: Jeremy Jordan jako Winn Schott; Jon Cryer jako Lex Luthor; Cara Buono jako Gemma Cooper Gościnnie: Henry Czerny jako Winslow Schott Sr./Toyman; Patti Allan jako Margot; Thomas Lennon jako Mr. Mxyzptlk Nieobecna: Nicole Maines; Andrea Brooks |    |                                     |                                                     |                        |                                                            |                      |                                    |
| 100 | 13 | It’s a Super Life                   | To właśnie superżycie                               | Jesse Warn             | Robert Rovner, Jessica Queller, Derek Simon, Nicki Holcomb | 23 lutego 2020       | 8 marca 2020                       |
| Mxyzptlk powraca z propozycją dla Kary, daje jej szanse na powrót w czasie i powiedzenie Lenie, że jest Supergirl zanim zrobi to Lex. Kara musi zdecydować czy chce zmieniać przeszłość dla swojej przyjaźni z Leną. Goście specjalni: Chris Wood jako Mon-El; Jeremy Jordan jako Winn Schott; Odette Annable jako Samantha Arias/Reign; Sam Witwer jako Ben Lockwood/Agent Liberty Gościnnie: Betty Buckley jako Patricia Arias; Robert Baker jako Otis Graves; Chad Lowe jako Thomas Coville; Thomas Lennon jako Mr. Mxyzptlk Nieobecni: Andrea Brooks; Julie Gonzalo; Staz Nair |    |                                     |                                                     |                        |                                                            |                      |                                    |
| 101 | 14 | The Bodyguard                       | Ochroniarz                                          | Gregory Smitch         | Lindsay Sturman, Emilio Ortega Aldrich, Chandler Smidt     | 8 marca 2020         | 22 marca 2020                      |
| Lena każe Karze chronić Andree przed atakiem anty-technologicznego ekstremisty, ale jego nikczemny plan wykracza poza granice w utrzymaniu Andrei przy życiu. Tymczasem Lena posuwa się do przodu z Non Nocere z pomocą Lexa. Gość specjalny: Jon Cryer jako Lex Luthor |    |                                     |                                                     |                        |                                                            |                      |                                    |
| 102 | 15 | Reality Bytes                       | Rzeczywistości                                      | Armen V. Kevorkian     | Dana Horgan, Jay Faerber                                   | 15 marca 2020        | 29 marca 2020                      |
| 103 | 16 | Alex in Wonderland                  | Alex w Krainie Czarów                               | Tawnia McKiernan       | Rob Wright, Jess Kardos, Mariko Tamaki                     | 22 marca 2020        | 5 kwietnia 2020                    |
| 104 | 17 | Deux Lex Machina                    | Deux Lex Machina                                    | Melissa Benoist        | Lindsay Sturman, Katie Rose Rogers, Brooke Pohl            | 3 maja 2020          | 17 maja 2020                       |
| 105 | 18 | The Missing Link                    | Brakujące ogniwo                                    | Avi Youabian           | Dana Horgan, J. Holtham                                    | 10 maja 2020         | 24 maja 2020                       |
| 106 | 19 | Immortal Kombat                     | Immortal Kombat                                     | David Harewood         | Derek Simon, Emilio Ortego Aldrich, Nicki Holcomb          | 17 maja 2020         | 31 maja 2020                       |

## Sezon 6 (2021)
| Nr  | #  | Tytuł                            | Polski tytuł                | Reżyseria           | Scenariusz                                               | Premiera (The CW)    | Premiera w Polsce (Netflix Polska) |
| --- | -- | -------------------------------- | --------------------------- | ------------------- | -------------------------------------------------------- | -------------------- | ---------------------------------- |
| 107 | 1  | Rebirth                          | Odrodzenie                  | Jesse Warn          | Robert Rovner, Jessica Queller, Jay Faerber, Jess Kardos | 30 marca 2021        | 13 kwietnia 2021                   |
| 108 | 2  | A Few Good Women                 | Dobre kobiety               | Jesse Warn          | Robert Rovner, Jessica Queller, Jay Faerber, Jess Kardos | 6 kwietnia 2021      | 20 kwietnia 2021                   |
| 109 | 3  | Phantom Menaces                  | Atak widma                  | Sudz Sutherland     | Dana Horgan, Emilio Ortega Aldrich                       | 13 kwietnia 2021     | 27 kwietnia 2021                   |
| 110 | 4  | Lost Souls                       | Zagubione dusze             | Alysse Leite-Rogers | Karen E. Maser, Nicki Holcomb                            | 20 kwietnia 2021     | 4 maja 2021                        |
| 111 | 5  | Prom Night!                      | Bal licealny                | Alexandra La Roche  | Rob Wright, Jess Kardos                                  | 27 kwietnia 2021     | 11 maja 2021                       |
| 112 | 6  | Prom Again                       | I znów bal                  | Chyler Leigh        | Rob Wright, Jess Kardos                                  | 4 maja 2021          | 18 maja 2021                       |
| 113 | 7  | Fear Knot                        | Wizja lęku                  | David Harewood      | J. Holtham, Elle Lipson                                  | 11 maja 2021         | 25 maja 2021                       |
| 114 | 8  | Welcome Back, Kara               | Witaj z powrotem, Karo!     | Armen V. Kevorkian  | Dana Horgan, Jay Faerber                                 | 24 sierpnia 2021     | 7 września 2021                    |
| 115 | 9  | Dream Weaver                     | Tkaczka snów                | Shannon Kohli       | Karen E. Maser, Emilio Ortega Aldrich                    | 31 sierpnia 2021     | 14 września 2021                   |
| 116 | 10 | Still I Rise                     | Nadal się wznoszę           | Jesse Warn          | Jess Kardos, Nicki Holcomb, Jen Troy                     | 7 września 2021      | 21 września 2021                   |
| 117 | 11 | Mxy in the Middle                | Mxy ma kłopoty              | Glen Winter         | Rob Wright, Elle Lipson, Chandler Smidt                  | 14 września 2021     | 28 września 2021                   |
| 118 | 12 | Blind Spots                      | Ty też możesz coś przeoczyć | David Ramsey        | J. Holtham, Azie Tesfai                                  | 21 września 2021     | 5 października 2021                |
| 119 | 13 | The Gauntlet                     | Próba                       | Tawnia McKiernan    | Dana Horgan, Jay Faerber, Brooke Pohl                    | 28 września 2021     | 12 października 2021               |
| 120 | 14 | Magical Thinking                 | Myślenie magiczne           | Simon Burnett       | Karen E. Maser, Derek Simon                              | 5 października 2021  | 19 października 2021               |
| 121 | 15 | Hope for Tomorrow                | Nadzieja na jutro           | Tawnia McKiernan    | Robert Rovner, Emilio Ortega Aldrich, Nicki Holcomb      | 12 października 2021 | 26 października 2021               |
| 122 | 16 | Nightmare in National City       | Potwór w National City      | Eric Dean Seaton    | Rob Wright, Jess Kardos                                  | 19 października 2021 | 2 listopada 2021                   |
| 123 | 17 | I Believe in a Thing Called Love | Wierzysz w miłość?          | Jesse Warn          | Dana Horgan, Nicki Holcomb                               | 26 października 2021 | 9 listopada 2021                   |
| 124 | 18 | Truth or Consequences            | Prawda albo konsekwencje    | David McWhirter     | Karen E. Maser, Emilio Ortega Aldrich, Elle Lipson       | 2 listopada 2021     | 16 listopada 2021                  |
| 125 | 19 | The Last Gauntlet                | Ostatnia próba              | Glen Winter         | J. Holtham, Derek Simon, Jay Faerber                     | 9 listopada 2021     | 23 listopada 2021                  |
| 126 | 20 | Kara                             | Kara                        | Jesse Warn          | Robert Rovner, Jessica Queller, Rob Wright, Derek Simon  | 9 listopada 2021     | 23 listopada 2021                  |